# Courlaoux
Courlaoux település Franciaországban, Jura megyében. Lakosainak száma 1179 fő (2022. január 1.). Courlaoux Fontainebrux, Chilly-le-Vignoble, Condamine, Courlans, Frébuans, Les Repôts, Beaurepaire-en-Bresse, Savigny-en-Revermont és Trenal községekkel határos.

## Népesség
A település népességének változása:
| Lakosok száma | 468  | 676  | 804  | 916  | 1020 | 1073 | 1106 | 1144 | 1143 | 1179 |
|               | 1968 | 1982 | 1990 | 2006 | 2013 | 2015 | 2017 | 2019 | 2020 | 2022 |